# Кулагин, Анатолий Николаевич
Анатолий Николаевич Кулагин (бел. Анатоль Мікалаевіч Кулагин, 1947) — белорусский искусствовед, историк архитектуры. Кандидат (1986), доктор искусствоведения (2005). Лауреат Государственной премии Республики Беларусь (1990).

## Биография
В 1969 году окончил Белорусский политехнический институт. Работал архитектором в Белместпромпроекте, ассистентом художника на киностудии «Беларусьфильм». С 1970 года — ведущий научный сотрудник Института искусствоведения, этнографии и фольклора НАН Беларуси. Член Союза архитекторов Республики Беларусь с 1979 года, Общества охраны памятников — с 1986 года.

## Работы
Является автором многочисленных трудов по истории и теории архитектуры и искусства Беларуси:
- «Архитектура дворцово-усадебных ансамблей Белоруссии. Вторая половина XVII — начало XIX в.» (1981)
- «Помники Слонима» (в соавт. с В. Б. Короткевич, 1983)
- «Дзержинщина: Прошлое и настоящее» (в соавт. с А. Валахановичем, 1986)
- "Ambony rokokowe w kosciołach na Białorusi (Biuletyn История Sztuki. 1988, № 1-2)
- «Архитектура и искусство рококо в Белоруссии: В контексте общеевропейской культуры» (1989)
- «Архитекторы Советской Белоруссии: Биогр. дел.» (в авторском коллективе, 1991)
- «Шедевры архитектуры рококо. Историко-архитектурный очерк» (1991)
- «Возрождение готики» (1993)
- «Элітная архітэктура бароку Беларусі ў агульнаеўрапейскім кантэксце (Бароку ў беларускай культуры і мастацтве») (1998)
- «Страчаная спадчына» (в авторском коллективе, 1998, 2003)
- «Хрысціянскія храмы Беларусі на фотаздымках Яна Балзункевіча. Пачатак ХХ стагоддзя» (В соавторстве с В. А. Герасимовичем, 2000)
- «Эклектыка» (2000), «Беларусь у малюнках Напалеона Орды. Другая палова XIX стагоддзя» (В соавторстве с В. А. Герасимовичем, 2001)
- «Каталіцкія храмы на Беларусі» (2000)
- «Праваслаўныя храмы на Беларусі» (2001)
- «Праваслаўныя храмы Беларусі» (2007)
- «Каталіцкія храмы Беларусі» (2008)
  - Кулагін А. М. Каталіцкія храмы Беларусi. — Мінск: Беларуская Энцыклапедыя імя Петруся Броўкі, 2008. — 488 с. — ISBN 978-985-11-0395-5.

Принимал участие в написании: «Збору помнікаў гісторыі і культуры Беларусі» (т. 1-7, 1984—1988), «Гісторыі беларускага мастацтва» (1988—1989, т. 2, 3), «Архітэктура Беларусі» (2005—2007, т. 1-3).
Опубликовал цикл статей в изданиях БелЭн (1969—2010) и «Памяць» (1985-97), научных изданиях.

## Награды
- 1990 — Государственная премия Беларуси[2]
- 2003 — премия «За духовное возрождение» (4 января 2003 года) — за активную подвижническую деятельность в гуманитарной области, направленную на развитие прогрессивных художественно-нравственных традиций, способствующих установлению духовных ценностей, идей дружбы и братства между людьми разных национальностей и вероисповеданий[3]
- 2001 — польская премия «Przeglad Wschodni 2001»

В 2009 году награждён дипломом XIV Республиканского конкурса лучших архитектурных произведений и Почетной грамотой архиепископа Т. Кондрусевича.